# Slaget ved Julin-Bro
Slaget ved Julin Bridge var en sø- og landkonflikt, der blev udkæmpet omkring 1170 mellem kongeriget Danmark og pommeranerne. Det fandt sted i det moderne Wolin, Polen. Den danske flåde ledet af Valdemar den Store og Absalon og bekæmpede hæren og flåden af Casimir og Bogislav I.

## Baggrund
Under den danske borgerkrig 1146-1157 angreb vendiske pirater i alliance med Svend 3. Grathe det centrale og vestlige Danmark . Efter Svends nederlag og halshugning i slaget på Grathe Hede overtog hans fætter Valdemar I af Danmark den danske trone, og biskop Absalon afviste et vendisk angreb på Sjælland . Med både Danmarks og dets allieredes lande chikaneret af disse angreb dannede Valdemar og Absalon en alliance. Med Absalons hjælp begyndte Valdemar I at reorganisere det krigshærgede Danmark og de danske væbnede styrker ved at genopfinde vikingetaktikker, der var bedre optimeret til at bekæmpe tungt kavaleri og udføre amfibieangreb.  I slutningen af 1160'erne erobrede Valdemar og Absalon Rügen og brugte øen som base til at iværksætte yderligere militær kampagner .

## Ekspedition
Den danske flåde sejlede dybere ind i vendisk territorium, voksede modigere og sejlede ned ad Oder . De angreb og plyndrede de landsbyer og byer, de passerede.  De holdt op med at angribe, da de nåede Kammin, hvor de besluttede at vende tilbage til Danmark.
Absalon trængte ud i det åbne hav gennem den østlige hul ved Dziwnow. Da de vendte mod øst, gjorde vinden det samme, og blæste vand fra stimerne, så skibene ikke kunne passere.  Det var, hvad Venderne under Casimir havde håbet på, idet de brugte halvtreds skibe til at blokere danskernes eneste udgang ved Julinbroen.

## Kamp
Da danskerne ankom til Julin-broen, blev de mødt af Casimirs flåde og hær, for nylig forstærket af hans bror Bogislav l. Venderne var langt flere end danskerne, da kysterne efter sigende var overfyldte med vendiske mænd.
De danske soldater og adelsmænd udskældte Absalon i fortvivlelse over størrelsen af de vendiske styrker. Valdemar den Store forsvarede sin ven kraftigt og sagde: "Det bliver ilde mænd og soldater i en time af nød at bebrejde andre med bebrejdelser som mange kvinder, og nu tror jeg ikke, at den mand, der har lavet så mange gode planer for os, vil undlade at have en denne gang".  Absalon havde en plan; Han ville smugle det danske kavaleri ind på kysten med Valdemar i spidsen. Hans tungest bevæbnede mænd ville være stationeret ved de syv førende skibe, så de kunne bryde igennem ved broen.
I forventning om sejr festede Casimir og hans mænd. De festende Vendere blev afbrudt af den danske flådes fremrykning. Venderne gik hastigt om bord på deres egne skibe for at forhindre et gennembrud, og hæren samledes ved halsen af udløbet, hvorfra de skød mod den danske styrkes frontlinje.
De vendiske projektiler gjorde ikke meget mod den fuldt pansrede danske frontlinje, mens de danske bueskytter samledes bag frontlinjen og regnede pile over dem, som i tilstrækkelig grad distraherede venderne. Venderne blev då overraskede over at se det danske kavaleri styrte ind i deres flanke, at det medførte et kollaps af deres hær. Dette fik den vendiske flåde til at gå i panik, og deres numeriske overlegenhed blev en byrde, da deres skibe styrtede ind i hinanden i et forsøg på at flygte.  Venderne blev enten dræbt, spredt eller gemte sig bag murene i deres by med deres lejr plyndret. 

## Efterspil
Danskerne undslap efter en så afgørende sejr, at Valdemar ikke behøvede at beskæftige sig med vendiske pirater i resten af sit styre. Det lagde grundstenene til de senere erobringer af hans sønner og efterfølgere. "Danskerne undslap ikke blot fælden, men bar meget ære og bytte med sig; hvilket viser, at når sværd blottes, skal intet tages som sikkert, før de er blodige." 